# Стогинское
Стогинское — село в Гаврилов-Ямском районе Ярославской области России. Входит в состав Стогинского сельского округа Митинского сельского поселения.

## География
Село находится в юго-восточной части области, в зоне хвойно-широколиственных лесов, на правом берегу реки Лахости, при автодороге 78Н-0189, на расстоянии примерно 12 километров (по прямой) к юго-востоку от города Гаврилов-Ям, административного центра района. Абсолютная высота — 130 метров над уровнем моря.

### Климат
Климат характеризуется как умеренно континентальный, с умеренно холодной зимой и относительно тёплым летом. Среднегодовая температура воздуха — 3 — 3,5 °C. Средняя температура воздуха самого холодного месяца (января) — −13,3 °C; самого тёплого месяца (июля) — 18 °C. Вегетационный период длится около 165—170 дней. Годовое количество атмосферных осадков составляет 500—600 мм, из которых большая часть выпадает в тёплый период.

## История

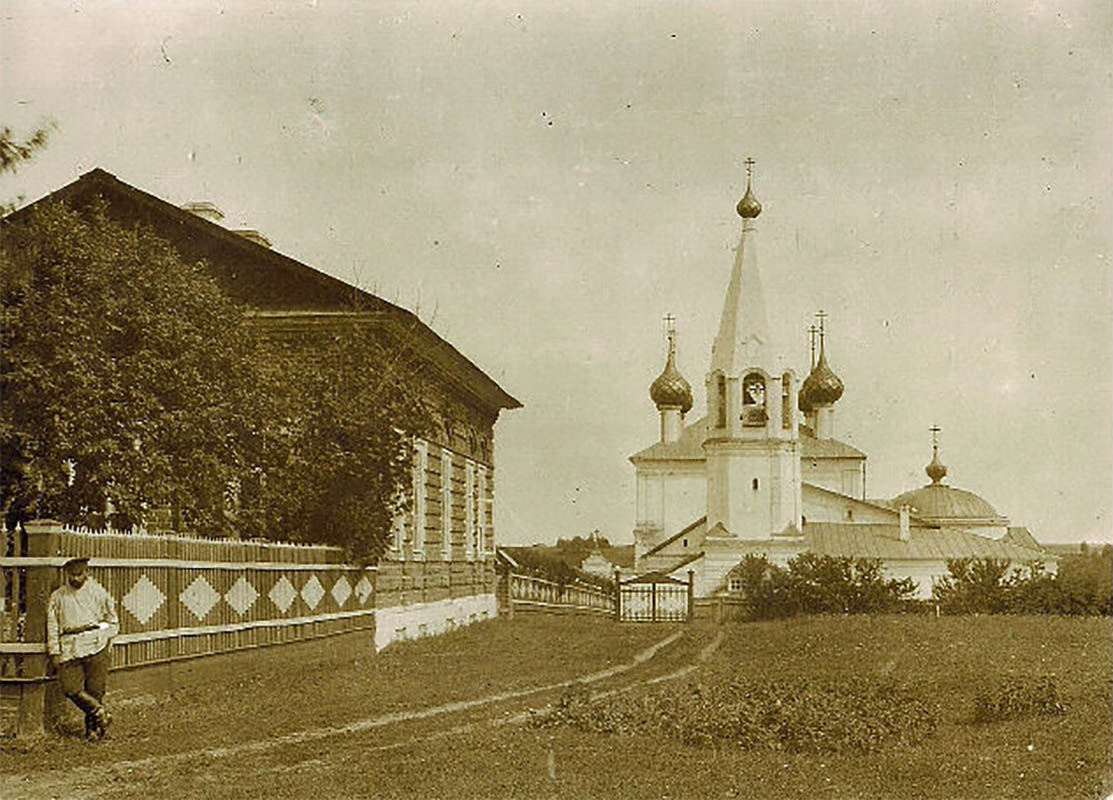
Церковь Дмитрия Солунского

Село известно как минимум с 17-го века - тогда оно принадлежало А.И. и И.В. Кобановым. В 1774 году владельцами села становятся Карцевы. Они сохранят село до революции 1917 года, создав за это время в селе липовый парк, мукомольную мельницу.
Каменный пятиглавый храм с шатровой колокольней был построен на месте деревянной одноименной церкви в 1794 году на средства прихожан. В 1841 году к храму с южной стороны был пристроен теплый придел с одним престолом. Всего в церкви было 4 престола: великомученника Димитрия Селунского, Рождества Иоанна Предтечи, Николая Чудотворца и муч. Феодора Александрийского. В 1875 году при храме открылась церковно-приходская школа.
В конце XIX века в селе имелись народное училище (открыто 10.10.1877), мелочная лавка, усадьба господ Карцевых.. В 1897 году усадьбой владел Сергей Николаевич Карцев, и на ней постоянно проживали семьи слуг, всего порядка 20 человек. Карцевым принадлежал трактир и водяная мельница на территории села. В 1897 году в селе открыта бесплатная народная библиотека. Ею заведовал местный священник - А. Троицкий. Он же преподавал в училище вместе с другими членами своей семьи. Библиотека работала 3 раза в неделю - 1 час в будние дни, 2 часа - по праздникам.
В 1905 году в селе открыта земская больница, имеющая в своём составе ожидальную, кабинет врача, перевязочную, аптеку, 2 палаты на 14 мест, операционную, туалеты, ванную и кухню. В 1910 году палаты было решено использовать как родильное отделение и квартиру акушерки. Рядом с больницей был дом для врача и 2 фельдшеров.
В конце XIX — начале XX века село входило в состав Ставотинской волости Ярославского уезда Ярославской губернии.
После революции, в 1918 году в селе была создана коммуна "Новая жизнь" из 10 крестьянских хозяйств под председательством П.И.Корнилова. Из-за мобилизации мужчин в Красную Армию в связи с началом Гражданской войны и внутренних разногласий коммуна вскоре распалась. Помещичьи земли же были переданы подсобному хозяйству льнопрядильной фабрики Гаврилов-Яма. В декабре 1918 года в селе открылся пошивочный пункт для нужд Красной Армии.
В рамках ликвидации безграмотности среди населения в 1920 году в селе стала работать вечерняя школа для взрослых. В 1922 году открылась средняя общеобразовательная школа.
С 1929 года село являлось центром Стогинского сельсовета Гаврилов-Ямского района, с 2005 года — в составе Митинского сельского поселения.

## Население
| 1859 | 1914 | 2002 | 2007 | 2010 |
| ---- | ---- | ---- | ---- | ---- |
| 174  | ↗233 | ↗346 | ↗347 | ↘311 |

### Национальный состав
Согласно результатам переписи 2002 года, в национальной структуре населения русские составляли 96 % из 346 чел.

## Достопримечательности
В селе расположена недействующая Церковь Димитрия Солунского (1794). Храм был разобран в 1930-х: полностью разобрали трапезную и алтарь.